# The Untamed
The Untamed (chiń. 陈情令; pinyin Chén qíng lìng) – chiński serial internetowy z gatunku xianxia wyprodukowany na podstawie powieści z gatunku yaoi xianxia Mó dào zǔ shī autorstwa Mo Xiang Tong Xiu, w którym w głównych rolach występują Xiao Zhan oraz Wang Yibo.
Seria była emitowana w Chinach na platformie Tencent Video od 27 czerwca do 20 sierpnia 2019.
Na podstawie serii powstała 20-odcinkowa edycja, która została miała swoją premierę na kanale WeTV w grudniu 2019 roku
W Polsce seria dostępna jest pod angielskim tytułem za pośrednictwem platform Netflix oraz Viki.

## Spin-offy
Powstały także dwa filmy będące spin-offami serii, skupiające się na pobocznych postaciach serialu.  
Pierwszy z nich, zatytułowany The Living Dead (chiń. 生魂; pinyin shēnghún), miał swoją premierę 7 listopada 2019 roku. Głównymi bohaterami filmu są Wen Ning oraz Lan Sizhui, którzy spotykają się w miasteczku Fu Feng i próbują rozwiązać skrywaną tam tajemnicę. 
Drugi z nich, zatytułowany Fatal Journey (chiń. 乱魄; pinyin luànpò), miał swoją premierę 26 marca 2020 roku. Film ten skupia się na więzi braci Nie Mingjue i Nie Huaisang oraz ich problemów z rodzinnym grobem, w którym przechowywane są przeklęte bronie. 